# Aureliano González Nieto
Aureliano González Nieto, de malnom Shylock (Cerezo de Abajo, província de Segòvia, 1874 - ?) va ser un fotògraf i pioner del cinema espanyol.
El 1913 es va establir a Madrid, on va fundar un estudi fotogràfic al carrer San Roque amb Policarpo Díaz i Francisco Páramo. Interessat pel cinema, el 1923 es va establir a Bilbao, on juntament amb el rellotger Alejandro Olavarría Olavarría van fundar l'Academia Cinematográfica Hispania, coneguda també com Hispania Films. El 1924 va produir els llargmetratges Un drama en Bilbao, Lolita la huérfana (en la que també va fer d'actor) i Edurne, modista bilbaína, totes dirigides per Alejandro Olavarría. El 1925 va trencar amb Olavarría i va dirigir en solitari Atanasio en busca de novia, de la que no en queden gaires evidències. Poc després va rodar Mefistófeles en el infierno, que fou un fracàs. Després d'això va deixar el cinema.

## Filmografia
Director
- Atanasio en busca de novia (1925)

Actor
- Lolita la huérfana (1924)

Productor
- Atanasio en busca de novia (1925)
- Un drama en Bilbao (1924)
- Edurne, modista bilbaína (1924)

Director de fotografia
- Atanasio en busca de novia (1925)
- Edurne, modista bilbaína (1924)

## Refeències
1. ↑  Aureliano González Nieto, pionero en la caza y captura de la imagen, Deia, 17 d'octubre de 2021
2. ↑  Aureliano González Nieto a la Bilbaopedia